# John W. Beschter
John William Beschter SJ (nascido Johann Wilhelm Beschter; alemão: [ˈjoːhan ˈvɪlhɛlm ˈbɛʃtɐ]; 20 de maio de 1763 – 6 de janeiro de 1842) foi um padre católico e jesuíta do Ducado do Luxemburgo, na Holanda austríaca. Emigrou para os Estados Unidos como missionário em 1807, onde ministrou na Pensilvânia rural e em Maryland. Beschter foi o último pastor jesuíta da Igreja de Santa Maria em Lancaster, bem como o pastor da Igreja de São João Evangelista em Baltimore, Maryland. Ele também foi padre em várias igrejas de língua alemã na Pensilvânia.
O trabalho ministerial de Beschter foi pontuado por um período como mestre de noviços no então novo noviciado jesuíta em White Marsh, Maryland, bem como por um breve mandato como presidente da Universidade de Georgetown em 1829. Durante o tempo em que esteve em Maryland ele alinhou-se com os jesuítas da Europa Continental nos Estados Unidos que defendiam uma visão monárquica da liderança eclesiástica. Após a sua presidência, Beschter permaneceu em Georgetown por um ano como professor de alemão, antes de regressar a Paradise, Pensilvânia, onde viveu os últimos 12 anos da sua vida como padre.

## Início de vida e juventude
Johann Wilhelm Beschter nasceu a 20 de maio de 1763, no Ducado do Luxemburgo, localizado nos Países Baixos Austríacos, uma parte do Sacro Império Romano-Germano. Embora pouco se saiba sobre a sua juventude, o arcebispo John Carroll relatou que, antes de partir de Amsterdão para o Novo Mundo em 1807, Beschter foi pastor e deão no Luxemburgo.
Depois de chegar aos Estados Unidos, foi admitido na Companhia de Jesus no dia 10 de outubro de 1807 e anglicizou o seu nome como John William Beschter. A 22 de agosto de 1809 e novamente a 21 de abril de 1814 ele apresentou petições de naturalização enquanto estava no condado de Lancaster, Pensilvânia.

## Missionário nos Estados Unidos

### Pensilvânia
No ano da sua chegada aos Estados Unidos, Beschter foi designado sacerdote da Igreja de Santa Maria em Lancaster, Pensilvânia. No ano seguinte foi nomeado pastor da igreja, tornando-o no único pastor jesuíta de Santa Maria após a restauração da Sociedade na América. Embora designado para Santa Maria, ele atraiu os elogios do Arcebispo Carroll por ministrar simultaneamente a três congregações na área, que incluíam paroquianos americanos, alemães e irlandeses. A sua nomeação como pastor acalmou uma disputa existente dentro da paróquia sobre a nacionalidade e o idioma do pastor. Para consternação dos fiéis irlandeses o predecessor de Beschter, Herman J. Stoecker, não era fluente em inglês. Stoecker sucedera a Francis Fitzsimons, um irlandês que não falava alemão, o que irritava a maioria dos paroquianos alemães. A proficiência de Beschter em inglês, bem como o seu alemão nativo, tornaram-no numa solução satisfatória para a disputa.
Durante o seu pastorado a igreja estabeleceu uma missão em Lebanon, Pensilvânia, em 1810, assim como havia feito no passado em outras localidades do estado. Beschter celebrou o lançamento da pedra angular da igreja da missão, chamada de Santa Maria da Assunção, no dia 23 de julho daquele ano. Presidindo à cerimónia, pregou em inglês e alemão para uma congregação de católicos e protestantes, que incluía um morávio, três luteranos e três pastores reformados. Beschter foi descrito como tendo obtido o apoio e o apego da sua congregação como pastor. Após o fim do seu pastorado em 1812 ele foi substituído por um irlandês, Michael J. Byrne. Embora bem-sucedido como pastor e um "homem muito santo", Carroll achou que Beschter "queria uma melhor educação na Sociedade", assim como com muitos dos outros missionários jesuítas estrangeiros na América.

### Maryland
Beschter então envolveu-se no estabelecimento do noviciado jesuíta em White Marsh, Maryland. Embora os jesuítas tivessem uma presença estabelecida em White Marsh por volta de 1741, só em 1814 é que foram empreendidos esforços sérios para estabelecer um novo noviciado. Beschter acompanhou o primeiro grupo de noviços de Frederick, Maryland, ao noviciado em White Marsh, onde chegaram no dia 12 de julho de 1814. Por algum tempo durante aquele ano ele actuou como mestre de noviços em White Marsh.
Mais tarde foi mencionado como curador assistente de Louis de Barth em Conewago, no condado de Adams, Pensilvânia, em 1816. À medida que a comunidade católica ao redor de Conewago crescia, as igrejas missionárias inicialmente dependentes adquiriram maiores graus de autonomia, embora ainda mantendo uma associação com Conewago. Beschter foi colocado no comando de uma dessas – a Capela Brandt – na área de Pigeon Hills de Paradise, no condado de York. Mais tarde naquele ano, Beschter foi colocado em Frederick, onde permaneceu por dois anos. Em 1818 Beschter adoeceu e envolveu-se em desentendimentos com o bispo Michael Egan da Filadélfia, e assim partiu para Georgetown em Washington, D.C. Para marcar o tricentenário da escrita das Noventa e cinco teses por Martinho Lutero, um panfleto foi publicado em Filadélfia com o nome de Beschter intitulado "A Abençoada Reforma – Martinho Lutero retratado por si mesmo". Na realidade, o panfleto foi escrito por Anthony Kohlmann, que usou o nome de Beschter como pseudónimo.
Em 1820, Beschter foi nomeado pastor da Igreja de São João Evangelista em Baltimore, Maryland, no local da actual Igreja de Santo Afonso. Sucedendo a F. X. Brosius, liderou a congregação predominantemente alemã até 1828, quando foi sucedido por Louis De Barth. Beschter envolveu-se nas tensões decorrentes do cepticismo dos jesuítas americanos quanto ao facto de os seus colegas europeus serem encarregados de instituições americanas. Ele defendeu o Superior-geral da Companhia de Jesus, a nomeação de Luigi Fortis do polaco Francis Dzierozynski em 1820 como socius, consultor e admoestador de Charles Neale (o superior provincial para os Estados Unidos), o que conferiu a Dzierozynski ampla autoridade. Ele condenou a "curiosa" visão americana de que "a soberania repousa essencialmente no povo", bem como a sua oposição à monarquia. No dia 2 de fevereiro de 1821 o estatuto de gradus na Companhia de Jesus foi conferido a Beschter. Quando Dzierozynski foi posteriormente nomeado superior da missão em 1823, Beschter voltou a apoia-lo.

## Universidade de Georgetown

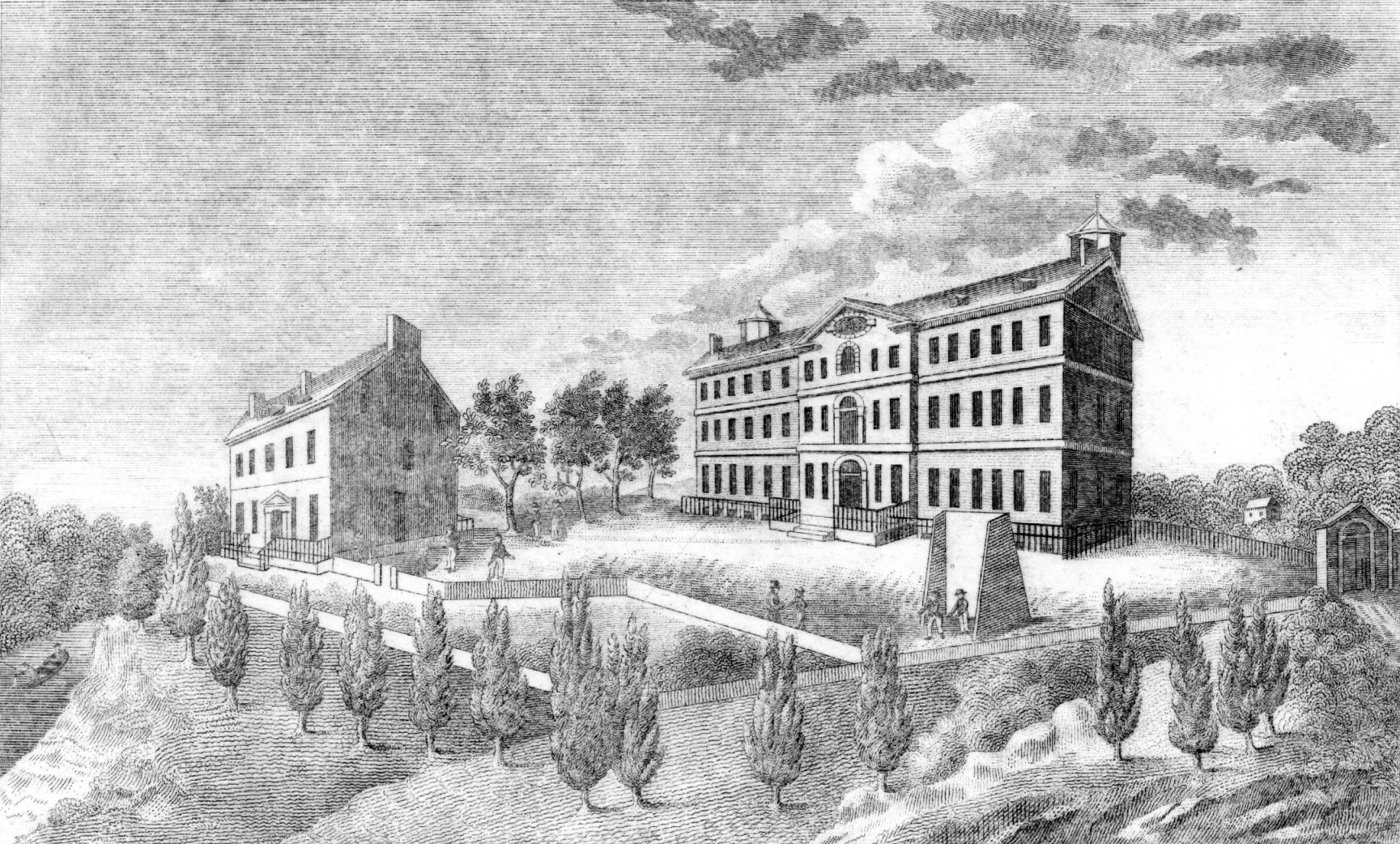
Campus de Georgetown em 1829.

Em 1828 Beschter foi transferido para a Universidade de Georgetown como ministro. Quando William Feiner foi autorizado a renunciar à presidência em 1829 (ele havia contraído tuberculose, à qual sucumbiria em junho), Beschter foi nomeado presidente da Universidade de Georgetown, assumindo o cargo a 31 de março daquele ano. A sua escolha foi uma surpresa e encontrou oposição dos leigos anglo-americanos, que alegaram que Beschter não era fluente em falar ou escrever em inglês, apesar de ser competente o suficiente para pregar em inglês. Eles ainda afirmaram que ele não tinha conhecimento do funcionamento de uma universidade. Da mesma forma, os jesuítas nativistas opuseram-se à liderança de Georgetown por estrangeiros como Anthony Kohlmann, Stephen Dubuisson e Beschter.
A escola teve um bom desempenho durante a sua presidência, em comparação com os vários anos anteriores, e contou com 45 alunos matriculados. Naquele ano, Georgetown abriu a Instituição Literária de São João como uma ramificação em Frederick, que foi colocada sob o comando de John McElroy, e cuja pedra angular foi lançada a 7 de agosto do ano anterior. Enquanto estava em Georgetown, Beschter tornou-se amigo de Susan Decatur, uma convertida ao catolicismo e viúva de Stephen Decatur. Após o fim da sua presidência, ele foi sucedido por Thomas F. Mulledy no dia 14 de setembro de 1829. Beschter permaneceu em Georgetown em 1830 como professor de alemão.

## Resto de vida
Depois de se aposentar de Georgetown em 1830, Beschter voltou à Capela Brandt em Paradise, Pensilvânia, que continuou a ser uma missão de Conewago. Viveu o resto da sua vida em Paradise. No seu último ano de vida, Beschter foi assistido por Phillip Sacchi, que morava com ele em Paradise. Beschter faleceu em 6 de janeiro de 1842, e o seu corpo foi levado para a Capela de Conewago para ser enterrado.